# 在學率
在學率是教育統計中一個重要的定義，評量人口結構中有多少比率接受相對應層級的教育。

## 定義
在學率分成「粗在學率」與「淨在學率」，母數均為不同年齡結構中的人口數。
- 粗在學率：

所有接受教育的人口／應接受教育年齡的人口
- 淨在學率：

應接受教育年齡人口中實際接受教育人數／應接受教育年齡的人口

## 種類
在學率可細分為：
- 各級教育在學率
- 幼稚教育在學率
- 小學教育在學率
- 初中教育在學率
- 高中教育在學率
- 中學教育在學率
- 高等教育在學率

## 意義
在學率最重要的意義就是評估就學年齡中的人口是否享有充分接受教育的機會。而粗在學率一般都會比淨在學率高，但如果粗在學率明顯高於淨在學率，則顯示該社會在特定教育階段有延遲的現象，例如臺灣的高等教育粗在學率超過84％、遠高於淨在學率的70％，顯示台灣中學畢業生中有許多尚未能及時接受高等教育。
而根據美國教育學者特羅（Martin Trow）的定義，高等教育（約18-21歲）的淨在學率可分為三級：
- 菁英：淨在學率在15％以下；
- 大眾：淨在學率在15％至50％；
- 普及：淨在學率在50％以上。